# Гаврилівська сільська рада (Каланчацький район)
Гаври́лівська сільська́ ра́да — адміністративно-територіальна одиниця та орган місцевого самоврядування в Каланчацькому районі Херсонської області. Адміністративний центр — село Гаврилівка Друга.

## Загальні відомості
Гаврилівська сільська рада утворена в 1947 році.
- Територія ради: 85,99 км²
- Населення ради: 1 225 осіб (станом на 2001 рік)

## Населені пункти
Сільській раді підпорядковані населені пункти:
- с. Гаврилівка Друга
- с. Бабенківка Перша

## Склад ради
Рада складається з 18 депутатів та голови.
- Голова ради: Вовченко Ірина Михайлівна
- Секретар ради: Каменевська Марія Володимирівна

### Керівний склад попередніх скликань
| Прізвище, ім'я, по батькові   | Основні відомості                                                             | Дата обрання | Дата звільнення |
| ----------------------------- | ----------------------------------------------------------------------------- | ------------ | --------------- |
| Ступніцький Григорій Петрович | Сільський голова, 1955 року народження, член Української Народної Партії      | 26.03.2006   | 02.02.2009      |
| Вовченко Ірина Михайлівна     | Сільський голова, 1968 року народження, освіта вища, член партії Єдиний Центр | 14.06.2009   | 31.10.2010      |
| Вовченко Ірина Михайлівна     | Сільський голова, 1968 року народження, освіта вища, позапартійна             | 31.10.2010   |                 |

Примітка: таблиця складена за даними сайту Верховної Ради України

### Депутати
За результатами місцевих виборів 2010 року депутатами ради стали:

#### За суб'єктами висування
| Суб'єкт висування           | Кількість обраних депутатів | %    |
| --------------------------- | --------------------------- | ---- |
| Самовисування               | 9                           | 50   |
| Партія регіонів             | 6                           | 33,3 |
| Комуністична партія України | 3                           | 16,7 |

#### За округами
| № округу                    | Прізвище, ім'я, по батькові      | Дата визнання обраним | Освіта             | Партійна приналежність                        | Відомості про обраного депутата                                       |
| --------------------------- | -------------------------------- | --------------------- | ------------------ | --------------------------------------------- | --------------------------------------------------------------------- |
| Комуністична партія України |                                  |                       |                    |                                               |                                                                       |
| 9                           | Чернишова Людмила Миколаївна     | 02.11.2010            | вища               | позапартійна                                  | Гаврилівська загальноосвітня школа I-III ст., медична сестра          |
| 14                          | Сікорський Євгеній Євгенійович   | 07.11.2010            | середня            | член Комуністичної партії України             | Каланчацьке управління водного господарства, машиніт насосних станцій |
| 16                          | Алєксандрова Ольга Миколаївна    | 02.11.2010            | вища               | позапартійна                                  | тимчасово не працює                                                   |
| Партія регіонів             |                                  |                       |                    |                                               |                                                                       |
| 3                           | Гудний Сергій Анатолійович       | 02.11.2010            | середня            | член Партії регіонів                          | ТОВ «Таврида-Плюс», водій                                             |
| 6                           | Аббасова Гульшан Балабеківна     | 02.11.2010            | середня            | член Партії регіонів                          | Гаврилівське відділення поштового зв'язку, листоноша                  |
| 7                           | Захарова Любов Павлівна          | 02.11.2010            | вища               | член Партії регіонів                          | ТОВ «Таврида-Плюс», економіст                                         |
| 8                           | Каналош Антоніна Миколаївна      | 02.11.2010            | середня спеціальна | член Партії регіонів                          | пенсіонер                                                             |
| 12                          | Самойленко Анатолій Михайлович   | 02.11.2010            | середня спеціальна | член Партії регіонів                          | ТОВ «Таврида-Плюс», тракторист                                        |
| 18                          | Науменко Ірина Сергіївна         | 02.11.2010            | вища               | член Партії регіонів                          | Гаврилівська загальноосвітня школа I-III ст., вчитель                 |
| Самовисування               |                                  |                       |                    |                                               |                                                                       |
| 1                           | Бугаєнко Ольга Миколаївна        | 02.11.2010            | вища               | член Всеукраїнського об'єднання «Батьківщина» | Гаврилівська загальноосвітня Школа I-III ст., вчитель                 |
| 2                           | Опанасюк Володимир Володимирович | 02.11.2010            | середня спеціальна | член Всеукраїнського об'єднання «Батьківщина» | Приватне підприємство «Опанасюк», власник                             |
| 4                           | Бєлихіна Антоніна Анатоліївна    | 02.11.2010            | вища               | член Всеукраїнського об'єднання «Батьківщина» | Управління Північно-Кримського каналу, обхідник                       |
| 5                           | Каменевська Марія Володимирівна  | 02.11.2010            | середня            | позапартійна                                  | Гаврилівська сільська рада, секретар                                  |
| 10                          | Мазуренко Надія Василівна        | 02.11.2010            | вища               | член Всеукраїнського об'єднання «Батьківщина» | ЗАТ «Каланчацький маслозавод», приймальниця молока                    |
| 11                          | Шалайко Ірина Петрівна           | 02.11.2010            | вища               | позапартійна                                  | Гаврилівський фельдшерсько-акушерський пункт, завідувачка             |
| 13                          | Чернишов Валерій Васильович      | 02.11.2010            | вища               | член Всеукраїнського об'єднання «Батьківщина» | тимчасово не працює                                                   |
| 15                          | Салюк Віталій Григорович         | 02.11.2010            | середня            | позапартійний                                 | ПП «Салюк», власник                                                   |
| 17                          | Осауленко Вікторія Анатоліївна   | 02.11.2010            | вища               | позапартійна                                  | ТОВ «Таврида-Плюс», апаратник сушильної установки                     |

## Населення
Згідно з переписом УРСР 1989 року чисельність наявного населення села становила 1261 особа, з яких 596 чоловіків та 665 жінок.
За переписом населення України 2001 року в селі мешкало 1229 осіб.

### Мова
Розподіл населення за рідною мовою за даними перепису 2001 року:
| Мова       | Відсоток |
| ---------- | -------- |
| українська | 88,73 %  |
| російська  | 4,57 %   |
| молдовська | 0,65 %   |
| білоруська | 0,24 %   |
| інші       | 5,81 %   |